# Esparta (mitologia)
Na mitologia grega, Esparta era uma filha de Eurotas, filho de Lélex e uma ninfa Cleocária ou filho de Miles. Ela se casou com Lacedemão, filho de Zeus e Taigete, e foi mãe de Amiclas e Eurídice.
Em outra narrativa, Nêmesis, a inevitável, deusa da vingança, assediada por Zeus, transformou-se numa pata, para fugir, mas o deus transformador virou-se num cisne e cortejou-a; desse idílio nasceria Pólux e Esparta.
O nome da cidade de Esparta, fundada por Lacedemão, é uma referência à sua esposa. Amiclas foi um rei de Esparta e Eurídice se casou com Acrísio